# Arthur Haupt
Hermann Arthur Haupt (* 1. Mai 1890 in Dresden; † 2. Juni 1952 in Bremen-Schwachhausen) war ein Bremer Politiker (SPD) und er war Mitglied der Bremischen Bürgerschaft.

## Biografie
Er war der Sohn des Schneidergehilfen Karl August Hermann Haupt, wurde als Sattler ausgebildet und arbeitete als Sattler, Tapezierer und Polsterer in Bremen.

### Politik
Er war Mitglied der SPD
Vom 27. April 1928 bis 1933 war er erstmals Mitglied der Bremischen Bürgerschaft. Von 1931 bis 1933 war Schriftführer im Vorstand der Bürgerschaft. Am 7. Juli 1933 haben die Nationalsozialisten sein Mandat aberkannt und er wurde politisch verfolgt.
Von 1946 bis zum 2. Juni 1952 (†) war er wieder  Mitglied der Bremischen Bürgerschaft und in verschiedene Deputationen der Bürgerschaft tätig.
Haupt war seit dem 30. April 1920 mit Bertha Auguste geb. Carstensen (1894–1981) verheiratet. Die Eheschließung fand in Bremen statt. Arthur Haupt starb am 2. Juni 1952 um 15:45 Uhr Uhr im St.Joseph-Stift in Bremen-Schwachhausen im Alter von 62 Jahren. Als Todesursachen wurden ein Verdacht auf einen bösartigen Tumor der Bauchspeicheldrüse mit Absiedlung im Bauchfell sowie der allgemeine Verfall der Körperkräfte angegeben. Er wohnte zuletzt in der Helmholtzstraße 32 in Bremen-Sebaldsbrück.